# Clásicos Lima-Callao
Los Clásicos Lima-Callao tienen su origen en la rivalidad entre clubes de Lima y Callao, que se remonta a los primeros años del siglo XX. Siendo el primer clásico el Ciclista Lima vs. Atlético Chalaco y posteriormente el Alianza Lima vs. Atlético Chalaco. Con el tiempo, el Sport Boys y Universitario de Deportes se volvió el más importante duelo entre los clásicos Lima - Callao, pues es uno de los más frecuentes de la Primera División de Fútbol Peruano.

## Historia

### Unión Cricket - Atlético Chalaco
Este duelo estaba formado por: Unión Cricket fue uno de los primeros equipos de fútbol de la élite limeña de la época. Adicionalmente fue uno de los equipos, que mantuvo una hegemonía del fútbol limeño y del país. A su vez el Atlético Chalaco fue varias veces el campeón de varios torneos chalacos y por ello llamado el campeón del Callao. El último encuentro de ambos fue llevado en el campo de Santa Beatriz el jueves 29 de junio de 1911.
| Club Unión Cricket (132 años) | Atlético Chalaco (123 años) |  |

### Alianza Lima - Atlético Chalaco[2]
La fuerte rivalidad cultural entre Lima y Callao se hizo evidenciar por medio del fútbol y de sus máximos representantes de la época Sport Alianza, hoy Alianza Lima y el Atlético Chalaco, naciendo así los clásicos Lima-Callao.
El primer partido oficial, tras crearse la Federación Peruana de Fútbol, fue en el Campeonato de 1926. El 3 de octubre, en el Estadio Nacional, Atlético Chalaco ganó por 5-2 a Alianza Lima con 2 goles de Manuel Puente y de Juan Sudman y 1 gol de "monín" Reyes. Sin embargo este torneo fue suspendido debido a problemas de dirigentes el 14 de noviembre.
La alineación del cuadro porteño fue: Enrique Álvarez; Manuel Benavides, Néstor Lores; Braulio Valverde, Esteban Dañino, Nicanor Reyes; Félix Muñoz, Manuel Puente, Telmo Carbajo, Juan Sudman, Adolfo Reyes.
| Alianza (124 años) | Chalaco (123 años) |  |

### Universitario de Deportes - Sport Boys
El primer duelo de este clásico se produjo el 2 de julio de 1933, por el Torneo Amateur (A.N.A), Sport Boys y Universitario, con la victoria del cuadro «merengue» 5-2 sobre el cuadro «rosado». El encuentro se jugó en el Estadio Nacional el domingo 2 de julio de 1933. La formación de los equipos fue la siguiente: 
"Universitario": Juan Criado, Alfredo Del Río, Alberto Soria, Enrique Landa, Plácido Galindo, Eduardo Astengo, Pablo Pacheco, Jorge Alegre, Teodoro Fernández, Carlos Tovar, y Luis De Souza Ferreira.
"Sport Boys": Víctor Marchena; Guillermo Pardo, Raúl Chappell; Miguel Pacheco, César Larrea, Luis Cornejo; Teodoro Alcalde, Aquiles Westres, Jorge Alcalde, Guillermo Aróstegui y Enrique Aróstegui.
Goles del partido: para los «cremas» Teodoro Fernández, Luis De Souza Ferreira(2), Carlos Tovar(2). para los «rosados» Jorge Alcalde (2)
| Sport Boys (97 años) | Universitario (100 años) |

### Alianza Lima - Sport Boys
El primer duelo de este clásico fue el 9 de julio de 1933, por el Torneo Amateur (A.N.A), entre Alianza Lima y Sport Boys, con la victoria del cuadro «íntimo» 5-1 sobre el cuadro «rosado». El encuentro se jugó en el Estadio Nacional de Lima. La formación de los equipos fue la siguiente: 
"Alianza Lima": Juan Valdivieso, Alejandro Villanueva, Narciso León; Domingo García, Eulogio García, Julio Quintana; José María Lavalle, Alberto Montellanos, Juan Puente, Demetrio Neyra y José Morales.
"Sport Boys": Óscar Oxley; Guillermo Pardo, Raúl Chappell, Segundo Castillo, César Larrea, Miguel Pacheco; Enrique Aróstegui, Guillermo Aróstegui, Jorge Alcalde, Aquiles Westres y Teodoro Alcalde.
Goles del partido: para los «íntimos» Demetrio Neyra, José Morales(2), Juan Puente(2). Para los «rosados» Larrea
| Alianza Lima (124 años) | Sport Boys (97 años) |

### Otros clásicos Lima - Callao

#### Atlético Chalaco - Ciclista Lima[3]
- Como Association Football Club

| Association Football Club (29 Años) | Atlético Chalaco (123 años) |  |

- Como Ciclista Lima Association

| Ciclista Lima Association (128 años) | Atlético Chalaco (123 años) |  |

## Estadísticas historiales en primera división

### Alianza Lima - Atlético Chalaco[2]

#### Historial
| PJ | GAL | E | GAC | GolAL | GolAC |
| -- | --- | - | --- | ----- | ----- |
| 92 | -   | - | -   | -     | -     |

| PJ: Partidos Jugados         |                                 |
| GAL: Ganador Alianza Lima    | GAC: Ganador Atlético Chalaco   |
| E: Empate                    |                                 |
| GolAL: Goles de Alianza Lima | GolAC: Goles de Atlétco Chalaco |

### Universitario de Deportes - Sport Boys
Historial 1933-2020 
| PJ  | GU | E  | GSBA | GolU | GolSBA |
| --- | -- | -- | ---- | ---- | ------ |
| 206 | 93 | 67 | 46   | 331  | 250    |

| PJ: Partidos Jugados         |                             |
| GU: Ganador Universitario    | GSBA: Ganador Sport Boys    |
| E: Empate                    |                             |
| GolU: Goles de Universitario | GolSBA: Goles de Sport Boys |

### Alianza Lima - Sport Boys
Historial 1933-2019 
| PJ  | GAL | E  | GSBA | GolAL | GolSBA |
| --- | --- | -- | ---- | ----- | ------ |
| 199 | 100 | 59 | 40   | 352   | 235    |

| PJ: Partidos Jugados         |                             |
| GAL: Ganador Alianza Lima    | GSBA: Ganador Sport Boys    |
| E: Empate                    |                             |
| GolAL: Goles de Alianza Lima | GolSBA: Goles de Sport Boys |

### Otros clásicos Lima - Callao

#### Atlético Chalaco - Ciclista Lima[3]
Historial 
| PJ | GAC | E | GCL | GoAC | GoCL |
| -- | --- | - | --- | ---- | ---- |
| -  | -   | - | -   | -    | -    |

| PJ: Partidos Jugados             |                               |
| GAC: Ganador Atlético Chalaco    | GCL: Ganador Ciclista Lima    |
| E: Empate                        |                               |
| GolAC: Goles de Atlético Chalaco | GolCL: Goles de Ciclista Lima |